# Freedup
freedup es una aplicación para detectar y manipular ficheros duplicados en distintos directorios o listas de ficheros.
Las listas de ficheros pueden proporcionarse mediante una pipeline de entrada o generarse internamente usando el comando find con determinadas opciones. Se dispone además de otras opciones para especificar las condiciones de búsquedas de manera más detallada y para determinar las acciones realizadas, por ejemplo, si mostrar sólo la lista de resultados, o especificar qué clase de enlaces y bajo qué circunstancias detectarlos.
freedup primero compara los tamaños de los ficheros, luego las sumas MD5, y antes de realizar cualquier acción, se realiza una verificación byte por byte. Dispone de un modo interactivo que permite decidir individualmente qué ficheros enlazar (ya sea mediante enlaces simbólicos o duros) o borrar.
freedup está escrito en el lenguaje de programación C compatible con POSIX y liberado bajo la licencia GPL.

## Programas similares
Existen otras alternativas para detectar duplicados que funcionan bajo sistemas Unix:
| - clink Archivado el 9 de junio de 2009 en Wayback Machine.. - duff. - dupseek. - dupefinder Archivado el 22 de junio de 2011 en Wayback Machine.. - duper Archivado el 24 de octubre de 2009 en Wayback Machine.. - dupmerge Archivado el 15 de mayo de 2011 en Wayback Machine.. - epac. - fdf, hecho en Perl/C, multiplataforma (Win32, *nix y posiblemente otros). | - fdupe Archivado el 19 de abril de 2009 en Wayback Machine.. - fdupes Archivado el 5 de marzo de 2009 en Wayback Machine.. - freedups. - fslint. - ftwin. - rdfind. - dupmerge, multiplataforma (Win32/64 con Cygwin, *nix, Linux, etc.). |